# Église catholique syriaque
L'Église syriaque catholique, ou Église catholique syriaque ou Église syrienne, est une des Églises catholiques orientales. Le chef de l'Église porte le titre de patriarche d'Antioche et de tout l'Orient des Syriens, avec résidence à Beyrouth au Liban. Le titulaire actuel du siège est Ignace Joseph III Younan, élu par le synode des évêques de l’Église le 21 janvier 2009 et qui a reçu du pape Benoît XVI la communion ecclésiastique le lendemain.

## Histoire

### Antioche, «reine de l’Orient»
L’Église syriaque d’Antioche prend son nom de la ville d’Antioche qui, après la conquête romaine, devint la capitale de la Syrie impériale et fut appelée "Reine de l’Orient". C’est là que s’est formée une des premières communautés de chrétiens (Actes des Apôtres, 11, 19-26) et que pour la première fois, les disciples du Christ furent appelés « chrétiens » (Ac. 11, 26). Les apôtres Pierre et Paul séjournèrent dans cette ville cosmopolite, qui offrit aux disciples de Jésus un milieu favorable à leur expansion.
Après la destruction de Jérusalem en l’an 70, Antioche est restée la seule métropole de la chrétienté en Orient et a exercé sa juridiction sur la Syrie, la Phénicie, l’Arabie, la Palestine, la Cilicie, Chypre et la Mésopotamie.
L’Église d’Antioche a eu dès le début un fort esprit missionnaire opérant en syriaque et en grec. On lui doit l’évangélisation de la Mésopotamie et de l’Empire perse, auquel cette région fut presque totalement annexée à partir de l’an 363. Au milieu du IVe siècle, la ville comptait 100 000 fidèles. Parmi les nombreux saints, érudits, ermites et martyrs, il y a surtout saint Éphrem, Docteur de l'Église (373), Jacques de Nisibe (338) et Jacques de Saroug (521).
L'araméen et le syriaque étaient alors les langues les plus parlées dans cette région, utilisées encore parfois par quelques chrétiens du Nord de l’Irak, spécialement dans la région de Ninive, mais beaucoup d'entre eux ont été obligés de fuir à cause des persécutions actuelles de l'État islamique.
Lorsque Constantinople devint la capitale de l’Empire romain, Antioche perdit beaucoup de son importance.

### Les divisions de l’Église d’Antioche
L’antagonisme séculaire entre l’Empire romain et l’Empire perse aboutit à la scission de l’Église d’Antioche entre :
- L’Église syrienne occidentale, c’est-à-dire à l’Ouest de l’Euphrate (Turquie, Syrie, Liban et Palestine actuels) ;
- L’Église syrienne orientale, c’est-à-dire à l’Est de l’Euphrate (Mésopotamie et Perse, sous autorité perse, Inde).

En 424, le synode de Markabta réuni par l'Église de l'Orient proclame l’autonomie de l’Église syrienne orientale qui, en 484, adhère à l'enseignement théologique de Théodore de Mopsueste dit dyophysisme (ce qui lui vaudra le qualificatif d'« Église nestorienne »).
Par la suite, la Syrie « occidentale » est le champ de bataille de nouvelles controverses christologiques qui augmentent la division religieuse en Orient. En effet, le concile œcuménique de Chalcédoine (451) condamne le monophysisme (qui ne reconnaît qu’une seule nature dans le Christ) et proclame la doctrine officielle de l’Église, à savoir : la présence de deux natures, divine et humaine, en l’unique Personne du Christ.
La majorité de la population syrienne refuse les décisions conciliaires, en raison probablement de divergences relevant de la terminologie plus que de la théologie et elle se sépare de l’Église officielle. Toutefois cette séparation n'est pas immédiate. Elle n'est consommée qu’à partir du deuxième concile de Constantinople, en 553, à la suite duquel le pouvoir impérial byzantin fait pression sur les monophysites insoumis. C’est alors qu'apparaît la figure charismatique du moine syrien Jacques Baradaï, qui arbore le drapeau du nationalisme religieux. Sacré évêque, en secret, par le patriarche d’Alexandrie en exil, Jacques se fait l’organisateur de l’Église monophysite, appelée aussi, en son honneur « jacobite », dont l'héritière directe est l’Église syriaque orthodoxe.
Cependant toute la Syrie ne se rallie pas à la nouvelle Église. La société urbaine, hellénisée se soumet sans problèmes aux décisions du concile de Chalcédoine, ce qui lui vaut le nom de « melchite » (de melek : roi), c’est-à-dire partisane de l’empereur byzantin. La conquête musulmane de 636 ne fait que consacrer cette division.
À partir de cette date, l’Église syriaque, soucieuse de conserver son identité, se replia davantage sur elle-même, se regroupant autour de ses évêques. Aussi l’élan missionnaire de l’Église et le nombre des fidèles se mit à décroître.

### Les relations avec Rome[2]
Dès le XIIe siècle, Rome tenta de rallier les syriaques monophysites. En 1129, Jean XIII bar Mawdyono, patriarche de l'Église syriaque (1129-1137) reçut la consécration dans une église latine. Michel le Syrien (1166-1199) échangeait avec la papauté ; il fut convié, en 1179, au troisième concile du Latran mais ne s'y rendit pas.
Au cours des XIIIe et XIVe siècles, les papes envoyèrent des missionnaires dominicains et franciscains, en vue de faciliter le rapprochement.
En 1236, Ignace II David (1222-1252), envoya à Rome sa profession de foi en exigeant l'autonomie de son Église, ce que le pape Innocent IV refusa et un projet d’union fut présenté au concile de Lyon en 1245.
À la suite du concile de Florence de 1439, les représentants du patriarche Baselius IV Shemun Manaamita (1421-1445) signèrent, en 1444, l'accord d'union avec Rome intitulé Decretum pro jacobitis, accord qui ne fut pas suivi d'effet en raison de sa mort qui occasionna par ailleurs la réunification des patriarchats syriaques.
Ignace Nemet Allah Ier (1557-1576) reconnaît l'autorité romaine, mais son geste restera sans suite.

### L’Église syriaque catholique
Ce n’est qu’au XVIIe siècle que la volonté d’union aboutit à la formation de l’Église syriaque catholique. En effet, vers le milieu du siècle, les missionnaires capucins et jésuites réussirent à ramener à Rome la majorité des jacobites d’Alep, ainsi qu’en 1656 le premier évêque syriaque catholique de cette ville, André Akhijan, qui, plus tard, en 1662, sera reconnu par la Sublime Porte des Ottomans, comme patriarche catholique d’Antioche. Cependant les syriaques orthodoxes pour parer à ce mouvement de conversions, eurent recours au bras séculier ottoman et, tout au long du XVIIIe siècle, persécutèrent durement les syriaques catholiques. Les violences exercées contre ces derniers furent telles que leur petite Église manqua de disparaître et resta, du reste, sans patriarche de 1706 à 1782.
Au cours de cette période, le métropolite Michel Jarweh, archevêque syriaque orthodoxe d’Alep (Syrie), se convertit au catholicisme. En 1782, le Saint-Synode de l’Église syrienne orthodoxe l’élit comme patriarche. Peu après son intronisation, il se déclara catholique. Il se fit reconnaître comme patriarche de tous les Syriens et demanda à Rome confirmation de sa charge. En 1783, l'Église syriaque catholique a donc été constituée par la communion avec Rome d’une partie de l’Église syriaque orthodoxe (ex jacobite).
Entre-temps, les orthodoxes réagirent et élurent un nouveau patriarche, qui fut aussitôt confirmé par la Sublime Porte. Face à ce changement inattendu, le patriarche Jarweh s’enfuit précipitamment à Bagdad et de là gagna la montagne libanaise où il s’installa en 1784, au nord de Beyrouth, dans un logement autour duquel fut construit, par la suite, le monastère de Charfet. Après le patriarche Jarweh, il y eut une série ininterrompue de patriarches catholiques.
En 1830, le gouvernement ottoman approuva la séparation civile et religieuse entre les deux Églises sœurs ; mais ce n’est qu’en 1843 que le patriarche syriaque catholique a été reconnu par le Sultan comme le chef civil de sa communauté.
En 1831, le patriarche Pierre Jarweh transféra sa résidence de Charfet (Liban) à Alep (Syrie). En 1851, à la suite d'un soulèvement populaire des musulmans de cette ville contre les chrétiens, le siège patriarcal fut établi à Mardin où vivait une importante communauté syriaque. En 1920, il se fixa de nouveau à Charfet, où il se trouve actuellement en été et à Beyrouth, en hiver.

### Les tribulations des Églises syriaques
Les années les plus cruciales furent celles de la Première Guerre mondiale. En 1915, à Tur Abdin, environ 200 000 chrétiens furent assaillis par des bandes de Kurdes qui voyaient une alliance possible entre les chrétiens de cette région et les troupes étrangères qui envahissaient le Proche Orient voisin. Un tiers d’entre eux périrent massacrés dans ce qu'on a appelé le génocide assyrien. Les survivants se réfugièrent en Syrie, au Liban et en Irak. Depuis lors, le centre de gravité de l’Église syriaque se déplaça des régions ottomanes de Tur Abdin, Mardin et Nisibis (Turquie actuelle) aux pays arabes limitrophes. Il resta à Tur Abdin 15 000 fidèles, pour un total de 100 000 en Turquie.

### Extension de l’Église syriaque catholique
Les catholiques syriaques ne sont plus aujourd’hui qu'environ 150 000 dans le monde. Ils vivent principalement en Irak (42 000), au Liban (27 000), en Syrie (26 000) et 55 000 d’entre eux vivent dans la diaspora.
Actuellement, les Syriens catholiques d'Irak, comme tous les chrétiens irakiens, vivent de dures persécutions face aux milices islamistes qui ont émergé après la chute de Saddam Hussein. Les vagues de violence qui les ont frappés depuis les années 2010 les ont conduits à se réfugier dans la plaine de Ninive. De nombreux réfugiés fidèles de l'Église catholique syriaque, de l'Église apostolique assyrienne de l'Orient et de l'Église chaldéenne se sont installés dans les villes de Mossoul et de Karakosh.
Durant l'été 2014, ces deux villes sont tombées aux mains des djihadistes de l'État islamique (ex-EIIL). Les chrétiens ont fui la ville pour se réfugier à Erbil au Kurdistan. L'État islamique n'a été chassé qu'à l'été 2016.

## Organisation
Les catholiques de rite syriaque sont, à l’origine, des Jacobites passés à l’union avec Rome, à partir du XVIIe siècle, tout en conservant leur langue, leur rite et leur propre législation ecclésiastique. Ils constituent une Église à part, avec sa hiérarchie, sous l’autorité d’un patriarche qui porte le titre de « patriarche d'Antioche, la ville de Dieu et de tout l'Orient ». Il est l’héritier direct et légitime de l’Église apostolique d’Antioche, régie par le premier évêque martyr, saint Ignace. C’est pourquoi les patriarches font précéder leur nom de celui d’Ignace, en signe de continuité apostolique.
L'Église catholique syriaque a tenu trois synodes nationaux, en 1853 à Charfet, en 1866 à Alep et en 1888 à Charfet.

### Organisation territoriale

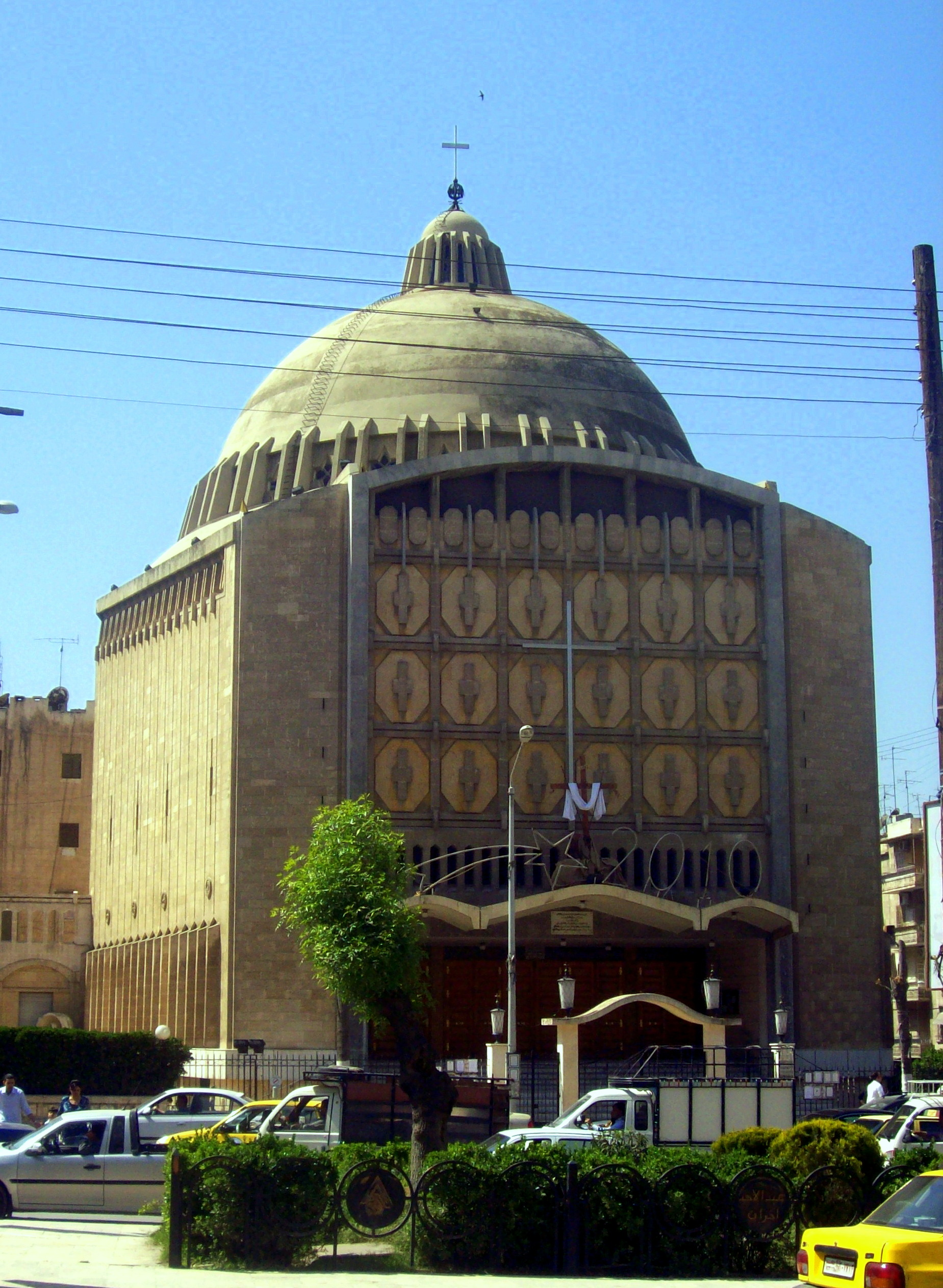
Notre-Dame-de-l’Assomption, siège de l'archéparchie d'Alep.

#### Proche-et-Moyen-Orient
- Patriarcat d'Antioche
- Éparchie patriarcal de Beyrouth
- Métropole de Damas
- Métropole de Homs, de Hama et de Nabk[9]
- Archéparchie d'Alep
- Archéparchie de Hassaké
- Archéparchie de Bagdad et du Koweït
- Archéparchie de Mossoul
- Archéparchie d'Adiabène[10]
- Exarchat patriarcal de Bassorah et du Koweït
- Exarchat patriarcal de Jérusalem et de Terre Sainte[11]
- Exarchat patriarcal de Turquie
- Territoire patriarcal du Soudan

#### Reste du monde
- Éparchie Notre-Dame de la Délivrance de Newark des Syriaques (États-Unis)
- Exarchat apostolique du Canada
- Exarchat apostolique du Venezuela
- Vicariat patriarcal du Brésil
- Vicariat patriarcal d'Australie et de Nouvelle-Zélande
- Vicariat patriarcal de Suède
- Vicariat patriarcal de France
- Procure patriarcale près le Saint-Siège à Rome

### Les instituts de vie consacrée et apostolique
L'Église catholique syriaque compte trois monastères :
- Mar Moussa Al-Habchi, près de Nebek en Syrie.
- Saint-Simon-le-Stylite (Mar Semaan) près d'Alep en Syrie.
- Notre-Dame de la Délivrance de Charfet, Daroun-Harissa, au Liban, siège patriarcal et en même temps séminaire,

Il existe un petit séminaire à Alep, ainsi qu'une congrégation féminine : les Sœurs Ephrémites, filles de la Mère de Miséricorde, située non loin de Charfet.

## Relations avec les autres Églises
L'Église est membre du Conseil des Églises du Moyen-Orient.

### Relations avec les autres Églises de tradition syriaque
Depuis 1994, l'Église catholique syriaque participe à une série de discussions œcuméniques avec les autres Églises de tradition syriaque, à l'initiative de la Fondation Pro Oriente, organisme dépendant du diocèse catholique de Vienne en Autriche. Ces discussions rassemblent des représentants d'Églises catholiques et séparées, de tradition syriaque occidentale (Église syriaque orthodoxe, Église catholique syriaque, Église malankare orthodoxe, Église catholique syro-malankare, Église maronite) et de tradition syriaque orientale (Église apostolique assyrienne de l'Orient, Ancienne Église de l'Orient, Église catholique chaldéenne, Église catholique syro-malabare).

### Filmographie
- Robert Alaux, Les Derniers Assyriens, Paris, 2003 (film documentaire de 52 minutes sur les Églises de tradition syriaque).